# ماريو إيرنيستو دافيلا أراندا
ماريو إيرنيستو دافيلا أراندا هو سياسي مكسيكي، ولد في 16 يناير 1959 في ليون في المكسيك. نشط حزبياً في حزب العمل الوطني. وقد انتخب عضو مجلس النواب المكسيك ‏.